# Сюейентуо
Сюейентуо (на китайски: 薛延陀; на пинин: Xueyantuo) е държава в Централна Азия през първата половина на VII век.
Тя е създадена от част от тюркския народ тиелъ, която през 627 година се разбунтува срещу Източнотюркския каганат и си извоюва самостоятелност. Държавата съществува две десетилетия под ръководството на кагана Джънджу, сина му Дуоми и племенника му Итеушъ. Тя е разгромена от уйгурите и през 646 година Итеушъ се предава на империята Тан.